# Makatao
Makatao, ook Makattao, Takaraya of Tta'o, is een dialect van het Siraya, een Zuidwest-taal gesproken in het zuidwesten van Taiwan. Het Makatao is dood, net zoals het Siraya. De bekende Taiwanese taalkundige Shigeru Tsuchida maakte een werk met een vergelijkende woordenschat van de dialecten Siraya, Makatao en Taivoaans. Het Makatao wordt gesproken door de Makattao, een "substam" van de Siraya-stam.

## Classificatie
- Austronesische talen
  - Oost-Formosaanse talen
    - Zuidwest-talen
      - Siraya
        - Makatao

## Voorbeelden
Hieronder staan enkele voorbeelden, zodat u in staat bent de lexicologische verschillen en gelijkenissen met het Standaard Siraya te zien:
| Makatao | Standaard Siraya(*) | Nederlands |
| ------- | ------------------- | ---------- |
| uran    | udal, udan          | regen      |
| mapuni  | mapuli              | wit        |
| alak    | alak                | kind       |

(*) Het Standaard Siraya is waarschijnlijk gelijk aan het Siraya-dialect.
Zie voor meer voorbeelden Siraya (taal)#Dialecten.
Lamai · Makatao · Pangsoia-Dolatok · Siraya · Taivoaans